# Lawinenauslösung von Hand

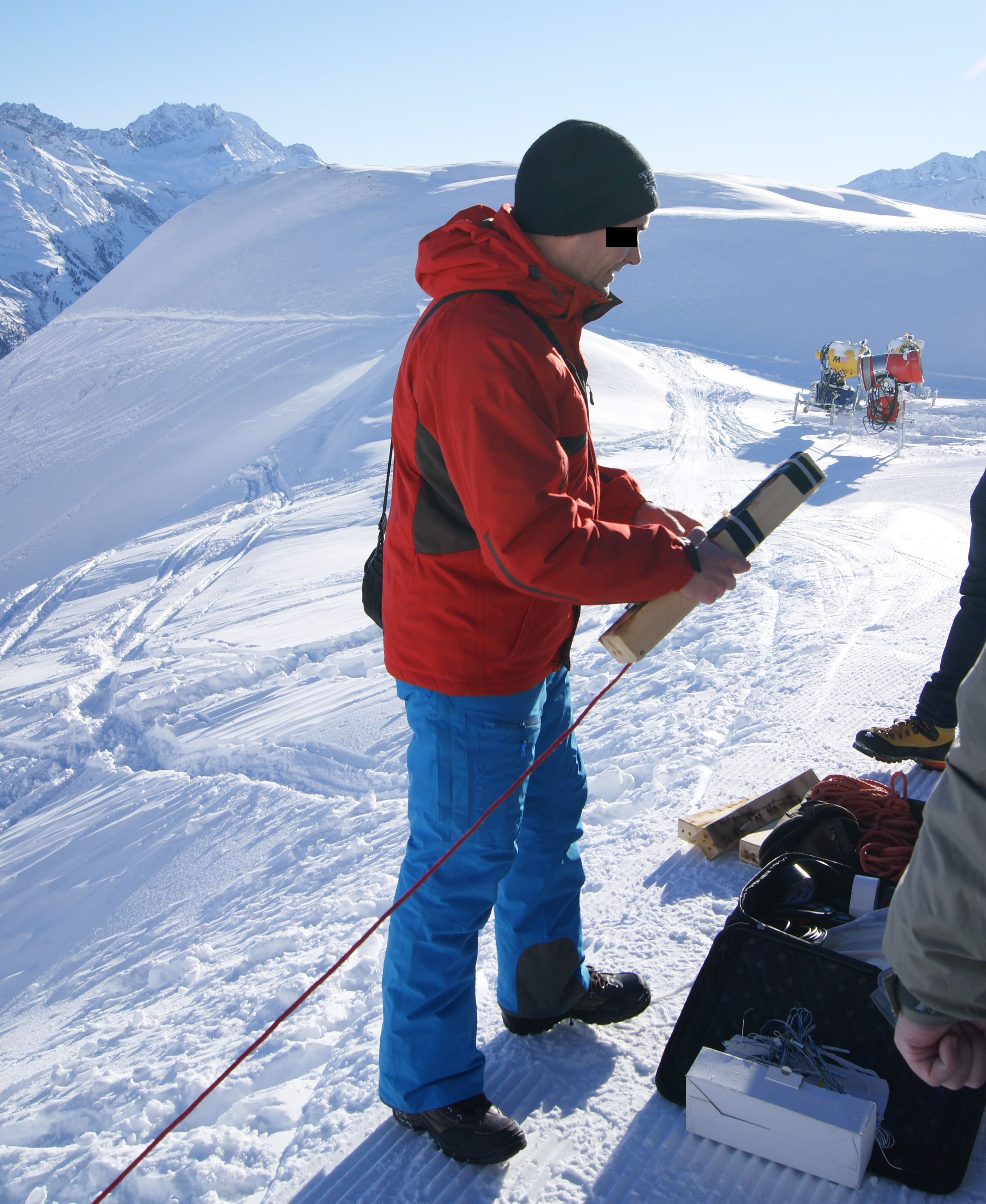
Lehrgang Lawinenwerfen von Hand (2018) – Wurf einer Holz-Attrappe

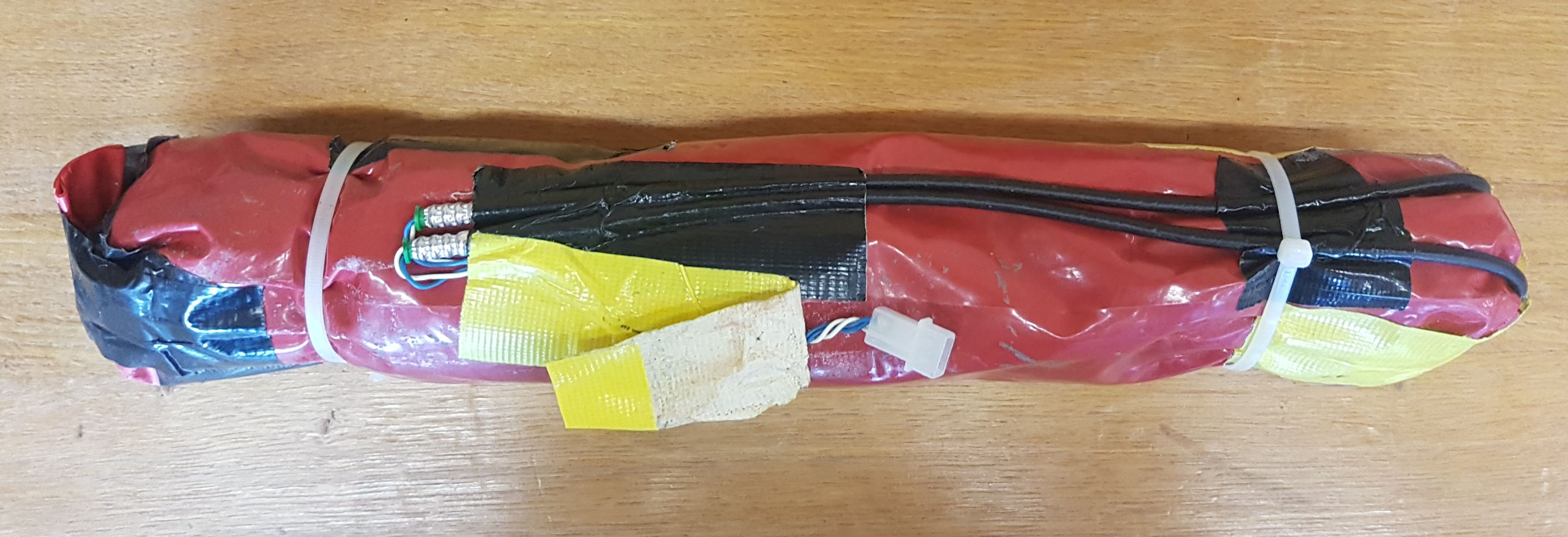
Vorbereitete Sprengstoffpatrone SYTAMIT 1 mit Sicherheitszündschnüren und redundanter Zündung zum Wurf von Hand vorbereitet

Die Lawinenauslösung von Hand ist neben der Lawinenauslösung mit dem Hubschrauber die noch immer am häufigsten angewendete Methode in den Alpen. Besonderer Vorteil der Lawinenauslösung von Hand ist es, dass die Anrisszone der Lawine individuell und nach der jeweiligen Situation ausgewählt und der Sprengerfolg damit optimiert werden kann.

## Vorgangsweise

### Einsatz
Eine Einsatzmöglichkeit besteht jedoch nur bei guter Sicht, bei einem sicheren Zugang zum Einsatzort und wenn auch ein Fluchtweg vorhanden ist. Für den Einsatz von Sprengstoff zur Lawinenauslösung ist in Österreich und der Schweiz eine spezielle Genehmigung erforderlich. Aufgrund der vielfältigen Ausbildung und sind Unfälle bzw. Todesfälle beim Absprengen von Lawinen durch Sprengstoffe sehr selten.
Die Einzelladung pro Sprengung beträgt in der Regel etwa 1 bis 2,5 kg. Die Sprengladung muss mit einem Seil gesichert werden, um mögliche Versager aus dem Lawinenhang wieder einholen zu können. Damit der von Hand geworfene Sprengstoff nicht unkontrolliert am Hang abgleiten kann, bevor er zündet, werden die Patronen kreuzweise mit zwei Holzspießen durchbohrt, so dass der Sprengstoff an der schrägen Schneeoberfläche liegen bleibt (siehe Video unten).
Beim Werfen der Sprengladung von Hand ist nicht in jedem Land vorgeschrieben, dass zwei Zünder und zwei Zündschnüre verwendet werden, es ist dies aber zu empfehlen (redundante Zündung).
Der Sicherheitsabstand vom Detonationsort muss mindestens 50 Meter betragen, es ist jedenfalls so viel Schutzabstand einzuhalten, dass sich keine Person im Ausschüttungsbereich der Lawine bzw. dem Streu- und Druckwirkungsbereich aus der Detonation befindet.
Zu Auslösepunkthöhe, Sprengstoffe und Sprengstoffmenge sowie Zündung des Sprengstoffes siehe: Lawinenauslösung durch Sprengstoff und Künstliche Lawinenauslösung.
Nachteil der Lawinenauslösung von Hand ist, dass die Sprengladung auf der Schneedecke zum Liegen kommt und nicht, wie es optimal wäre, 0,5 bis 3 Meter über der Schneedecke detoniert. Dieser Nachteil kann teilweise mit einem Gratausleger kompensiert werden, jedoch ist diese Einrichtung dauerhaft an einem Punkt errichtet, wodurch der Vorteil der Lawinenauslösung von Hand – die Mobilität entsprechend der Schneelage – verloren geht.

### Handsprengung von Lawinen vom Gratausleger
Ein Gratausleger ist eine drehbare Konstruktion (z. B. ähnlich einem sehr einfachen Derrickkran), bei der über einen Grat hinweg eine Sprengladung in einen steilen Lawinenhang abgesenkt werden kann, damit diese über der Schneedecke mit der maximalen Auslöseenergie für eine Lawine detonieren kann.

### Sprengrute / Sprengstange
Ähnlich wie beim Gratausleger wird mit einer Sprengrute / Sprengstange die Sprengladung über den Grat hinausgeschoben. Die Sprengrute / Sprengstange besteht aus mehreren ausziehbaren bzw. zusammensteckbaren Stäben. Je nach gewünschtem Sprengpunkt können diese an einem Grat platziert und bis zu 10 Meter ausgezogen / zusammengesteckt werden.

### Sprengschlitten
Ein Sprengschlitten ist eine Hilfe bei der Handsprengung. Er besteht aus zwei Kufen, die durch ein Gestänge verbunden sind auf dem sich ein rutenartiger Ausleger befindet. An diesem ist die Sprengladung so befestigt, dass diese über der Schneedecke detonieren kann. Der Sprengschlitten wird vor allem in steileren Hängen eingesetzt, in denen Handsprengungen nur schwer durchführbar sind. Sprengschlitten werden auch oft selbst aus alten Skiern gebaut.

### Anordnungsbefugnis und Haftung
Die Anordnung eines Einsatzes von Sprengstoffen zur Lawinenauslösung für einen bestimmten Bereich trifft in der Regel die Lawinenkommission oder eine ähnliche Einrichtung. Ein Sprengberechtigter ist grundsätzlich nicht von sich aus befugt, Lawinensprengungen vorzunehmen. Im Hinblick auf die erteilte Durchführung der Sprengarbeit selbst hingegen, ist alleine der Sprengberechtigte verantwortlich und anordnungsberechtigt. Er bestimmt, wie der Sprengstoff und Zündmittel von wem transportiert werden, wie viel Sprengstoff eingesetzt wird, von wo aus die entsprechende Ladung zur Detonation gebracht wird, wie die Absperr- und Sicherungsmaßnahmen vorzunehmen sind, welche Personen ihn begleiten und wer die Sprengladung zündet etc.

### Detektion
Ob die Detonation und der Sprengerfolg eingetreten ist, wird mit einer  Sichtkontrolle und vorab händische Dokumentation, aufgezeichnet.

### Versagerbeseitigung

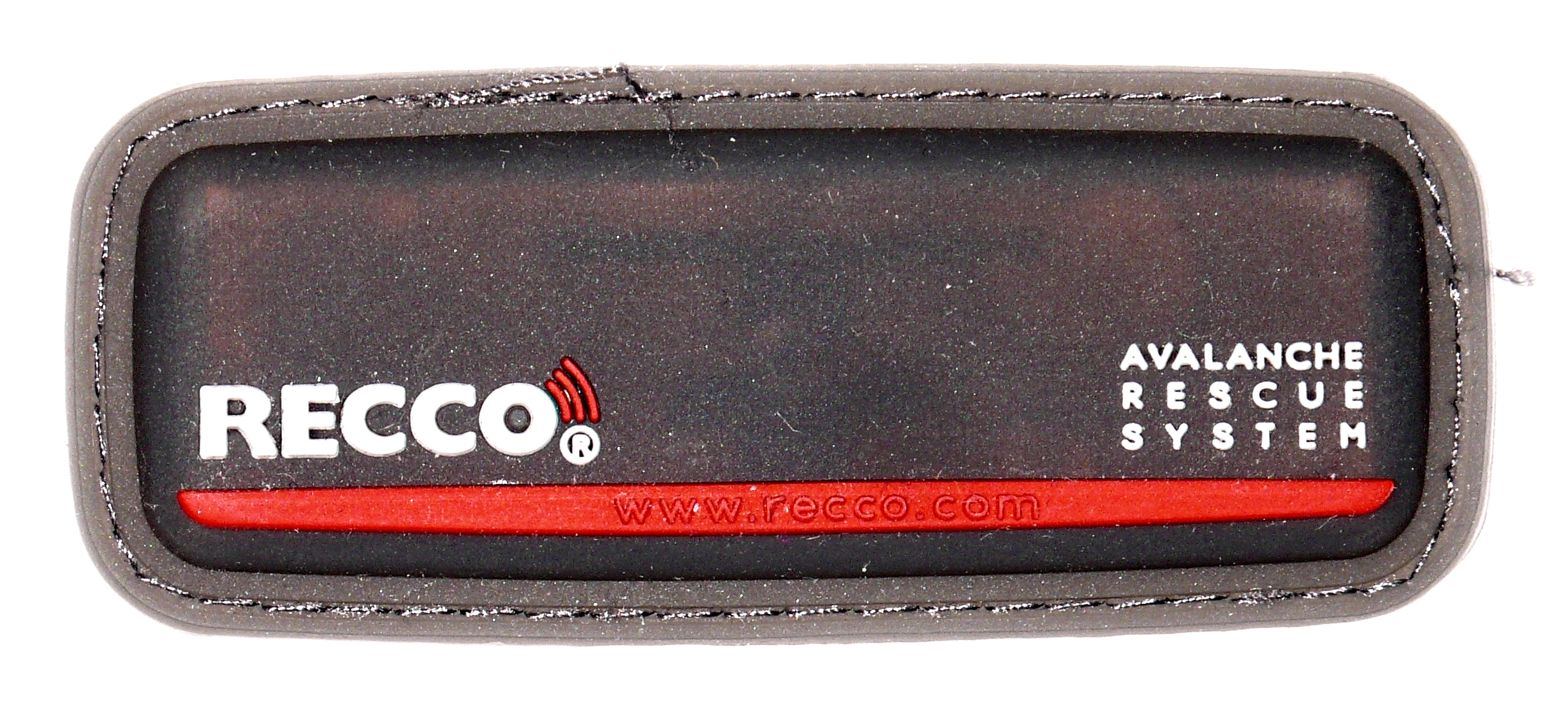
RECCO-Streifen

Um Versager (Blindgänger) leichter auffinden zu können, werden die Sprengstoffe oftmals mit einem RECCO-Streifen ausgestattet. Versager sind schnellstmöglich zu bergen. Dabei muss jedoch eine Mindestwartezeit eingehalten werden (in Österreich z. B. 15 Minuten nach dem Zünden bis zur Bergung).
Die an einer Sprengladung befindlichen Zeitzündschnüre müssen unmittelbar nach der Bergung nahe dem Sprengstoff abgeschnitten werden, um eine Nachzündung sicher zu verhindern.